# Срещу вълните на живота
„Срещу вълните на живота“ (на испански: Contra viento y marea) е мексиканска теленовела, режисирана от Марта Луна, Салвадор Гарсини и Виктор Родригес и продуцирана от Никандро Диас Гонсалес за Телевиса през 2005 г. Версията, написана от Кари Фахер и адаптирана във втората част от Габриела Ортигоса, е базирана на венесуелската теленовела La loba herida от 1992 г., създадена от Мануел Муньос Рико и Хосе Симон Ескалона.
В главните роли са Марлене Фавела и Себастиан Рули, а в отрицателните - Асела Робинсън, Ернесто Д'Алесио и Алберто Естрея. Специално участие взема първата актриса Беатрис Шеридан.

## Сюжет
Наталия, която е сираче, израства в Колима под закрилата на леля си и търпейки омразата на чичо си. Тази омраза става мръсна страст, когато Наталия се превръща в красива млада жена. Наталия се спасява от опита за изнасилването от чичо си, но той я продава в публичен дом. Момичето отново се спасява, благодарение на Валенте, един от нейните похитители, който се смилява над нея и дава живота си, за да постигне свободата ѝ.
Тя се връща в къщата на леля си, която, умирайки, я поверява на приятелката си Карлота, чийто единствен интерес към момичето са парите, които Наталия ще наследи, когато навърши 23 години. Карлота отива да живее заедно с Наталия при дъщеря си Аполония, жестока и лицемерна жена, която доминира над семейството си с престорената си почтеност.
Наталия далеч не си представя, че Аполония е била любовница на Валенте и че е собственичка на публичния дом, който я е купил. Минават години, Наталия учи бизнес администрация и нейната красота привлича двама ухажори: Едуардо, съученик от колежа, и нещастния Себастиан. Наталия обича Себастиан, без да подозира, че той е брат близнак на Едуардо. 

## Актьорски състав
- Марлене Фавела – Наталия Риос де Карденас
- Себастиан Рули – Себастиан Карденас / Себастиан Ортигоса Рудел
- Асела Робинсън – Аполония Рудел вдовица де Серано
- Беатрис Шеридан – Доня Карлота вдовица де Рудел
- Адриана Фонсека – Сандра Серано Рудел де Балмаседа
- Ернесто Д'Алесио – Едуардо Карденас
- Кика Едгар – Рехина Кампос / Алваро / Луна
- Алберто Естрея – Валенте Ортигоса / Франко Гаярдо
- Силвия Манрикес – Ампаро Контрерас де Карденас
- Армандо Араиса – Иманол Балмаседа Сандовал
- Тео Тапия – Леон Марино
- Хорхе Поса – Матео Лисарага
- Луис Кутуриер – Дон Теодоро Серано
- Евита Муньос „Чачита“ – Доня Крус Карденас
- Ники Монделини – Констанса Сандовал де Балмаседа
- Алексис Аяла – Рикардо Сандовал
- Роберто Баястерос – Аркадио
- Мигел Галван – Адан
- Жаклин Волтер – Одет
- Хулио Камехо – Саул Трехо
- Мариана Авила – Сарела Балмаседа Сандовал
- Карлос Баларт – Фидел Родас
- Марко Мендес – Ренато Алдай
- Йоланда Вентура – Исабел
- Клаудия Силва – Хилари
- Хуан Карлос Мартин дел Кампо – Браулио
- Мигел Анхел Биаджио – Куко
- Юла Посо – Тирса
- Хуан Карлос Серан – Комендант Руис
- Кармен Амескуа – Лусия Кампос
- Силвия Суарес – Аделина
- Ирина Ареу – Колорада
- Лусеро Ландер – Инес
- Артуро Пениче – Насарио
- Федерико Писаро – Ектор
- Алейда Нуниес – Перла
- Алекс Сирвент – Хосе Мария
- Даниел Хабив – Франк Балмаседа Сандовал
- Уберто Бондони – Мидата
- Серхио Акоста – Мике
- Хосе Луис Канту – Челеке
- Мира Сааведра – Юрайма
- Урсула Монсерат – Рита
- Хорех Нобле – Квазимодо
- Марибел Палмер – Ерика Рудел
- Елисабет Агилар – Койта
- Лис Вега – Хункал
- Оскар Морели – Генерал Валдес
- Хулио Монтерде – Отец Димас
- Елисабет Алварес – Минерва де Лисарага
- Мигел Гарса – Фабрисио
- Ана Луиса Пелуфо – Биби де ла Макора
- Сион Жен – Ицел
- Пати Ромеро – Одалис #1
- Жаклин Аройо – Одалис #2
- Глория Чавес – Вилма
- Марисол Гонсалес – Мелиса
- Херардо Кирос
- Алфредо Мунгия – Доминго Рохас
- Луис Фернандо Мадрис – Чито
- Чарли Алберто – Бени
- Рубен Оливарес – Рубен
- Висенте Ерера – Макако
- Марио Фигероа – Фабиан
- Фабиан Роблес – Херонимо
- Рафаел дел Вияр – Омар
- Умберто Елисондо – Киньонес
- Рикардо Вера – Сепулведа
- Рафаел Амадор – Ислас
- Хорхе Ван Ранкин – Д-р Орнелас
- Тоньо Инфанте – Лино
- Хавиер Руан – Г-н Чавес
- Келчи Арисменди – Фуенсанта
- Дана Паола – Наталия (дете)
- Анхел Мар – Себастиан (дете)
- Даниела Аедо – Сандра (дете)
- Раул Себастиан Виляреал – Едуардо (дете)
- Никол Дурасо – Сара (дете)
- Валентина Куенка – Беатрис (дете)
- Валерия Лопес Делгадо – Ребека (дете)
- Кристиан Станли – Ернесто (дете)
- Оскар Алберто Лопес – Рубен (дете)
- Антонио Меделин – Фаустино
- Хосе Луис Кордеро – Почоло
- Наташа Дупейрон – Лесли

## Екип
- Оригинална история – Мануел Муньос Рико, Хосе Симон Ескалона
- Версия – Кари Фахер
- Адаптация – Габриела Ортигоса (втора част)
- Литературна редакция – Росарио Велисия
- Литературни консултанти – Оливия Рейес, Херардо Луна
- Сценография – Рикардо Наварете, Омар Росас
- Декор – Патрисия де Висенсо
- Дизайн на костюми – Марта Летисия Ривера, Мариана Мелгарехо
- Музикална тема – Contra viento y marea
- Изпълнител – Intocable
- Автори – Хорхе Едуардо Мургия, Маурисио Лопес де Ариага
- Музикален координатор – Хесус Бланко
- Връзки с обществеността – Арабела дел Торо, Хуан Морено
- Скаутинг – Уго Майо
- Монтаж – Сусана Валенсия, Хуан Алфредо Виляреал
- Асистент-монтажист – Каролина Марокин
- Директори продукция – Валентин Родригес, Марикармен Маркос
- Главен координатор – Лурдес Салгадо
- Скриптери – Ноеми Кортес, Кармен Гарсия
- Ръководител Форум 10 на Телевиса Сан Анхел – инж. Хуан Белтран
- Асистент-оператори – Рубен Фрутос, Марко Отеро
- Асистент-режисьори – Рикардо де ла Пара, Соня Перес
- Асистент-продуценти – Сесилия Селорио, Мариана Карийо, Марко Ернандес, Фернандо Рамирес
- Продуцент – Пабло Носеда Перес
- Режисьор в локация – Виктор Родригес
- Оператори – Ернесто Ареола, Алехандро Фрутос (първа част), Ектор Маркес (втора част)
- Режисьори – Марта Луна, Салвадор Гарсини (втора част)
- Изпълнителен продуцент – Никандро Диас Гонсалес

## Награди и номинации
Награди Bravo
| Година | Категория             | Номинация     | Резултат |
| ------ | --------------------- | ------------- | -------- |
| 2006   | Най-добър пръв актьор | Луис Кутуриер | Печели   |

## Версии
- Срещу вълните на живота е версия на венесуелската теленовела La loba herida от 1992 г., копродукция на Marte Televisión и испанския канал Telecinco, режисирана от Тито Рохас, с участието на Мариела Алкала и Карлос Монтия.

## В България
В България теленовелата е излъчена през 2006 г. по bTV. Ролите се озвучават от Петя Миладинова, Даниела Сладунова, Иван Танев, Константин Каракостов и Александър Митрев.